# ورزشگاه بونامویا
ورزشگاه بونامویا (به لاتین: Bunamwaya Stadium) یک ورزشگاه در اوگاندا است که در Wakiso Town واقع شده‌است.